# Eugenio Raúl Zaffaroni
Eugenio Raúl Zaffaroni (Buenos Aires, 7 de janeiro de 1940) é um jurista e magistrado argentino. Foi ministro da Suprema Corte Argentina de 2003 a 2014  e, desde 2015, é juiz da Corte Interamericana de Direitos Humanos. Professor emérito e diretor do Departamento de Direito Penal e criminologia na Universidade de Buenos Aires, é também doutor honoris causa pela Universidade do Estado do Rio de Janeiro, pela Universidade Federal do Ceará, pela Universidade Católica de Brasília e pelo Centro Universitário FIEO. É  vice-presidente da Associação Internacional de Direito Penal.
Suas teorias são amplamente difundidas no Brasil, tendo publicado livros em português, como coautor, com José Henrique Pierangeli, com Nilo Batista e com Ílison Santos.

## Biografia
É defensor de um pensamendo que define como "realismo marginal jurídico-penal".
Muitos o consideram defensor do garantismo, entretanto esta confusão é feita porque, até meados da década de 1980, Zaffaroni ainda pensava o Direito Penal como legítimo instrumento de controle social, em vista da eficiência das penas criminais para ressocializar o punido. O garantismo é um sistema sociocultural que estabelece instrumentos jurídicos para a defesa dos direitos fundamentais e consequente defesa do acesso aos bens essenciais à vida dos indivíduos ou de coletividades, que conflitem com interesses de outros indivíduos, outras coletividades e, sobretudo, com interesses do Estado. O garantismo se vincula ao conceito de Estado Democrático de Direito, modelo político-jurídico destinado a limitar e evitar a arbitrariedade do poder punitivo estatal. Entretanto, possui matriz positivista e, embora carregue em si o minimalismo penal como um de seus postulados, pensa o poder punitivo como um instrumento legítimo e, em alguns casos, eficiente.
Após a publicação de Criminologia: una aproximación desde un margen (1988) e En busca de las penas pertidas: deslegitimación e dogmática jurídico-penal (1989), Zaffaroni assume uma postura realista - quanto ao atuar real e irracional das agências punitivas - e marginal - quanto à realidade dos países periféricos em face do poder planetário -, voltada para a América Latina, deslegitimante do poder de punir, onde as penas criminais não podem ser juridicamente fundamentadas, senão que elas têm um sentido político (teoria agnóstica da pena); é defensor de um minimalismo tendente ao abolicionismo. Sua dogmática é renovada (Derecho Penal: parte general, 2000) para o que ele chama de "funcionalismo redutor"; a função do direito penal passa a ser apenas a de impor freio à arbitrariedade estatal, à violência institucional, e impor ao que ele chama "Estado de polícia" o "Estado democrático".
Desenvolveu o tema direito penal subterrâneo analisando o funcionamento do sistema penal. Aduz que o sistema penal é um subsistema do Estado que engendra um funcionamento equilibrado com a participação de distintas agências, essas classificadas como de criminalização primária e criminalização secundária. As primeiras são responsáveis pela criação da norma jurídica penal, ou seja, correspondem ao Poder Legislativo e ao Poder Executivo. Nesse contexto, tais agências incluem as polícias, os agentes penitenciários e o Poder Judiciário. Tais agências entram constantemente em atrito, dado que cada uma possui necessidades distintas das demais e por isso, acabam exercendo funções não declaradas, mas reais e latentes que são a elas incumbidas. Existe, portanto, uma relação mística e camuflada entre dois fatores: 1) o Direito Penal; e 2) os dados estatísticos sociais relacionados ao delito. O verdadeiro poder não está na agência que cria a norma jurídica penal, mas na que seleciona aqueles que são objetos de aplicação do sistema, detêm pessoas e prendem os imputados.
Foi um dos principais idealizadores das teses relacionadas à coculpabilidade por vulnerabilidade.
Zaffaroni enfatiza que na América Latina há um severo grau de vulnerabilidade pessoal da população carente diante do sistema social e punitivo, o que justifica uma mudança no paradigma dogmático. Aduz também que há uma culpabilidade que deve ser aferida pelo quão vulnerável é o indivíduo, a fim de reduzir o grau de incidência da norma penal e da resposta punitiva subsequente.
Defende que a função do Direito Penal é a de reduzir o exercício do poder punitivo do Estado. O funcionalismo de contenção leva em consideração a necessidade de se conter o exercício do poder punitivo pois o poder punitivo tende a ser utilizado como instrumento de coerção subserviente a interesses políticos, econômicos e sociais no intuito de submeter uma classe social ou grupo aos interesses e desejos de outro. O funcionalismo de contenção reverbera o que enfatiza a teoria agnóstica da pena. O Direito Penal deve ser utilizado como instrumento do Direito de forma mínima.
Sua doutrina é marcada pela utilização de uma criminologia crítica como manifestação política para a formulação dogmática, uma das suas principais contribuições nesse sentido é a "culpabilidade por vulnerabilidade" que leva em conta a seletividade do sistema penal.
Em meados de 2016 E. Raúl Zaffaroni conclui uma de suas maiores pesquisas, vindo a ser um de seus grandes trabalhos, ao publicar o livro Doctrina Penal Nazi: a dogmatica penal alemã entre 1933 a 1945 pelo editorial argentino Ediar. A obra foi traduzida da língua espanhola para a portuguesa pelo brasileiro Rodrigo Murad do Prado, professor de criminologia, sendo publicada pela editora Tirant lo Blanch. O Nazismo é um dos regimes totalitários mais estudados no mundo em razão das atrocidades praticadas contra seres humanos. Hitler colocou em prática sua ideologia nacionalista germânica valendo-se da política e também do direito. O III Reich surgiu e se legitimou no Estado de Direito, embora em patente desrespeito ao que conhecemos hoje como direitos humanos. A sã consciência do povo alemão (Füher prinzip)[] ou simplesmente princípio do Füher, foi erigida a princípio jurídico fundamental de Direito penal, em patente supressão à anterioridade da lei penal. O estabelecimento de um tribunal de exceção, denominado Tribunal do Povo (Volksgerichtshof) comandado pelo juiz nazista Roland_Freisler, demonstrou que o Direito esteve sintonizado com a banalização do mal. A obra do professor Eugenio Raúl Zaffaroni apresenta o estudo da dogmática penal vigente nos anos do nacional-socialismo. A recente ascensão de regimes de extrema direita no mundo torna o tema atual, pois promove a discussão sobre os argumentos utilizados pelos regimes totalitários na Itália e na Alemanha para justificar as políticas públicas repressivas, violadoras dos direitos humanos. A obra tem foco nos bastidores sociais e jurídicos que influenciaram e deram estrutura ao regime nacional-socialista, estudando o pensamento dos juristas da época e a compreensão do Direito Penal em vigor naquele tempo. Abordam-se as punições pela origem genética, ascendência, sua forma física, seus defeitos, seus princípios, sua forma de pensar, suas preferências, sua forma de pensar, crenças e ideologias, demonstrando-se que operou-se, em nome dos ideais de supremacia racial, uma aplicação do Direito Penal como instrumento de aniquilação dos estranhos à comunidade nacional-socialista alemã (projeto construído pelos professores Edmund_Mezger e Franz Exner a pedido da cúpula do III Reich) - conforme demonstrou o professor espanhol Francisco Muñoz Conde na obra intitulada Edmund Mezger e o direito penal de seu tempo - , punindo-se todos aqueles propensos a desestruturar o regime.  Também, é tratado o “conceito geral de empreendimento” que, no “direito penal do futuro”, substituiria o conceito de ação e tornaria “a distinção entre tentativa e consumação sem importância”, punindo-se a vontade sem haver qualquer exteriorização dela no mundo dos fatos. Zaffaroni traz o passado nefasto para o cenário atual ao propor discussões sobre políticas criminais tendentes a criminalização de manifestações; imposição de limites à liberdade de expressão; enrijecimento das leis penais; criação de mecanismos para aumentar a punição e seu tempo de duração; repressão do pensamento e até a imposição de doutrinação.
O professor E. Raúl Zaffaroni, juntamente com o brasileiro Ílison Dias dos Santos, desenvolveram uma tese a respeito do pensamento criminológico a partir de uma análise da relação entre o poder punitivo e o totalitarismo financeiro. O livro intitulado A nova crítica criminológica: criminologia em tempos de totalitarismo financeiro, publicado originalmente em espanhol, foi traduzido por Rodrigo Murad do Prado e publicado pela editora Tirant lo Blach do Brasil. Há muito tempo, a criminologia tem buscado as raízes do fato considerado como criminoso e seu tratamento pelo Estado, não apenas como produto do indivíduo, mas principalmente como um ato político engendrado pelo próprio poder. É do conhecimento geral a formulação da sociologia do crime, já no século XIX e, depois, a grande contribuição da Escola de Chicago, da escola da rotulação, da criminologia radical e da reação social, que vieram esclarecer como se produz o desvio e como ele se torna objeto de uma criminalização. As condições miseráveis da vida social não desapareceram no cenário contemporâneo. Pelo contrário, o processo da globalização, da monopolização do capital, do domínio pelos consórcios sobre bens essenciais para a subsistência da população, como o consumo da própria água e outros, acoplado ao uso da força bélica em todos os cantos de reação, só fez aumentar a miséria, as discriminações, os preconceitos, a desigualdade e a exclusão social. O poder político não é mais exercido pelos cidadãos, que escolhem seus representantes por meio de eleições livres, diretas e universais, mas sim pelos grandes conglomerados, pelos organismos econômicos hegemônicos, que atuam dentro e fora dos respectivos países. A crise democrática, portanto, não é uma crise simplesmente jurídica, capaz de ser superada por um ajuste de ponteiros, ou de reformulações legislativas. É uma crise intrínseca ao próprio exercício do poder político, que se destina a sedimentar os interesses financeiros do mercado e a servir de proteção diante de movimentos ou manifestações que, de qualquer maneira, buscam soluções alternativas aos conflitos. O domínio do político pelo financeiro, com todas suas consequências de desmonte da democracia, escancara a debilidade do direito de instituir um regime de igualdade e liberdade, sob o controle preciso e justo do Poder Judiciário, tal como se pensava com as constituições democráticas de pós-guerra. O direito, em lugar de ser uma criação social de vanguarda, mostra, cada vez mais, seu caráter dependente do poder de turno, elitizado na composição de seus órgãos de expressão e paralisado diante das articulações em torno de sua própria destruição.
Foi agraciado com o título de Doutor Honoris Causa de Universidade Federal do Ceará em 11 de maio de 2015.

## Obras publicadas
Zafferoni publicou 25 livros, dentre os quais:
- Manual de Derecho Penal (publicado também no México e no Perú, e adaptado ao direito penal brasileiro em coautoria com José Henrique Pierangeli)
- Derecho Penal Militar (1980)
- Tratado de Derecho Penal (cinco volumes)
- En busca de las penas perdidas (traduzido em português e em italiano)
- Estructuras judiciales (traduzido em português)
- Criminología: aproximación desde un margen
- Muertes Anunciadas
- La palabra de los muertos - Conferencias de Criminología Cautelar
- Crímenes de Masa
- La cuestión criminal. Buenos Aires: editorial Planeta, 2012. ISBN 978-950-49-2824-9.
- Crímenes de masa. Buenos Aires: Ediciones Madres de Plaza de Mayo, 2010
- La Pachamama y el humano (com Osvaldo Bayer, 2012). Buenos Aires: Ediciones Madres de Plaza de Mayo. ISBN 978-950-5639-25-0.
- La Nueva Crítica Criminológica. Criminología en tiempos de totalitarismo financiero (em coautoria com Ílison Dias dos Santos), 2019.

### Em português
- Direito penal brasileiro (coautoria com Nilo Batista)
- Manual de direito penal brasileiro (em coautoria com  José Henrique Pierangeli)
- Em busca das penas perdidas
- O Poder Judiciário
- Da Tentativa (Doutrina e Jurisprudência) (em coautoria com José Henrique Pierangeli)
- O Inimigo no Direito Penal
- Lembranças do velho butifarra em parceria con Alejandro Pablo Eugenio Orlando Guillaume .
- A Questão Criminal
- A Pachamama e o ser humano. Tradução de Javier Ignacio Vernal. Florianópolis: Editora da UFSC, 2017.
- Doutrina Penal Nazista: a dogmática alemã entre 1933 a 1945. Tradução e comentários de Rodrigo Murad do Prado. Florianópolis: Tirant lo Blanch do Brasil. 2019.  ISBN:9788594773234
- A Nova Cítica Ciminológica: criminologia em tempos de totalitarismo financeiro. Tradução de Rodrigo Murad do Prado. Florianópolis: Tirant lo Blanch do Brasil. 2020.  ISBN:9786586093384
- Dogmática Penal e Criminologia Cautelar: uma introdução à criminologia cautelar com especial ênfase na criminologia midiática. Tradução e introdução de Rodrigo Murad do Prado. Florianópolis: Tirant lo Blach do Brasil. 2020. ISBN:9786587684826.
- Bem-vindos ao Lawfare!: Manual de Passos Básicos Para Demolir o Direito Penal. Tradução e estudo preliminar de Rodrigo Murad do Prado e Rodrigo Barcellos de Oliveira Machado. Autores: Eugenio Raúl Zaffaroni, Cristina Caamaño e Valéria Veigh Weis.Florianópolis: Tirant lo Blach do Brasil. 2021. ISBN: 978-6559081707.
- Direito Penal Humano e Poder no Século XXI. Tradução e apresentação de Rodrigo Murad do Prado. Florianópolis: Tirant lo Blach do Brasil. 2021. ISBN:9786559082155
- A teoria do Direito conforme a Lei das Raças: Diretrizes para uma filosofia jurídica do nacional-socialismo. Autor Helmut Nicolai.Tradução e apresentação de Eugenio Raúl Zaffaroni, Rodrigo Barcellos de Oliveira Machado e Rodrigo Murad do Prado. Florianópolis: Tirant lo Blach do Brasil. 2022. ISBN 9786559083176.